# 蔬园乡
蔬园乡，是中华人民共和国黑龙江省鹤岗市东山区下辖的一个乡镇级行政单位。

## 行政区划
蔬园乡下辖以下地区：
日新村、新生村、裕民村、黎明村、合兴村、更新村、前进村、新结村、新发村和胜源村。